# عقيل المقطري
عقيل بن محمد زيد المقطري داعية إسلامي، وعالم دين، من علماء اليمن المعاصرين، ومقدم برامج تلفزيونية وإذاعية له كتابات ومشاركات صحفية.

## مولده
ولد في قرية الرحبة ـ هويشة ـ ناحية المقاطرة غرب محافظة تعز اليمنية في شهر رجب 1378هـ الموافق 30 يناير 1959م.

## نشأته العلمية
نشأ في قرية الرحبة بالهويشة مقاطرة وتعلم مبادئ القراءة والكتابة والحساب في الكتاتيب وحفظ القرآن الكريم ثم انتقل للدراسة النظامية في مدينة عدن فالتحق بداية في مدرسة النور العلمية بالشيخ عثمان ثم انتقل إلى مدرسة 14 أكتوبر ثم إلى مدرسة الروضة الابتدائية بالقلوعة حتى أكمل المرحلة الابتدائة ثم انتقل إلى مدينة تعز والتحق بمدرسة الشعب في منطقة حوض الأشراف فدرس الصف الأول والثاني من المرحلة المتوسطة وفي هذه المرحلة استفاد من بعض العلماء المتخرجين في الجامعات السعودية في علوم إسلامية متنوعة، ثم انتقل إلى مدينة الحديدة فأكمل المرحلة الإعداية في مدرسة الصَّبَّاح والثانوية في معهد النور العلمي واستفاد من علماء المدينة علوما شتى ثم التحق بجامعة صنعاء في كلية الشريعة ثم الآداب.

ثم أكمل الدراسات العليا فحصل على الماجستير عام 1421هـ الموافق 2000م في الحديث وعلومه بدرجة امتياز من الجامعة الوطنية بمدينة تعز وكانت أطروحته بعنوان (اللمعة في تحقيق شرائط الجمعة)للإمام ابن الأمير الصنعاني ثم حصل على الدكتوراه في الحديث وعلومه عام 1429هـ الموافق 2008م في جامعة أفريقيا العالمية في السودان وكان عنوان أطروحته كتاب (أسباب النزول) للإمام الواحدي النيسابوري دراسة وتخريجا وتحقيقا.

## أبناؤه
له عشرة من الأبناء الذكور وأربع من الإناث.

## مشائخه
له مشائخ عدة من أبرزهم:
- مقبل بن هادي الوادعي.
- القاضي محمد بن إسماعيل العمراني.
- محمد عبد الله ولد الشيخ الشنقيطي.
- القاضي محمد يحي شمسان.
- عبد الملك بن داؤود الحدابي.
- أ.د. حسن محمد مقبولي الأهدل.
- سعيد بن سعيد حزام.

## إجازاته العلمية
حصل على إجازات كثيرة من كبار علماء الأمة من أبرزهم:
- محمد بن إسماعيل العمراني.
- محمد ياسين الفاداني.
- القاضي إسماعيل بن على الكوع.
- القاضي محمد بن علي الأكوع.
- أحمد محمد زبارة مفتي اليمن الأسبق.
- الشيخ حميد عقيل.
- الشيخ أحمد محمد سردار الحلبي.
- الشيخ الدكتور عبد الله بن صالح العبيد.
- الشيخ محمد بن قاسم الوشلي.
- الشيخ عبد الرحمن بن إسماعيل الوشلي.
- الشيخ عبد الله بن محمد الصديق الغماري.
- الشيخ عبد الله بن أحمد بن محسن الناخبي.
- الشيخ سليمان بن محمد عبد الوهاب الأهدل.
- الشيخ إبراهيم بن محمد عبد الله الشنقيطي.
- الشيخ سالم علي رضوان إبراهيم السردحي.

## مؤلفاته
له مؤلفات تجاوزت العشرين من أبرزها:
- الدرر البديعة في ترجمة ابن لهيعة.[1]
- إظهار العجب في بيان بدع شهر رجب.[2]
- قرة العينين في أحكام العيدين.[3]
- تحذير الفضلاء من اتباع زلات العلماء.[4]
- فصل الخلاف في تعيين مكان الاعتكاف.
- الفصام المبتدع بين أهل الفقه وأهل الحديث.[5]
- مواقف من السيرة.[6]
- ورحل عالم اليمن.[7]
- العمل السياسي مفهومه ومشروعيته وعوائقه.[8]
- النقد وأهميته في تصحيح مسار الصحوة.[9]
- تسليح الشجعان بحكم الاحتفال بليلة النصف من شعبان.[10]
- أدب الاختلاف.[11]

## التحقيقات
له تحقيقات تزيد على العشرين من أبرزها:
- اللمعة في تحقيق شرائط الجمعة (رسالة الماجستير).[12]
- دراسة وتحقيق وتخريج كتاب (أسباب النزول) للعلامة الواحدي النيسابوري (رسالة الدكتوراه).
- تحقيق كتاب الصارم المنكي في الرد على السبكي لابن عبد الهادي.[13]
- تحقيق كتاب هداية الوصول في علم الأصول للعلامة العبادي اليماني صاحب كتاب (هداية المريد).[14]
- تحقيق كتاب استيفاء الأقوال في تحريم الإسبال للعلامة ابن الأمير الصنعاني.[15]
- تحقيق كتاب اللمعة في الاعتداد بإدراك الركعة من الجمعة للعلامة الإمام الشوكاني.[16]
- تحقيق كتاب الرسالة التبوكية للعلامة ابن قيم الجوزية.[17]
- تحقيق رسالة في علم أصول الحديث للعلامة على بن محمد الجرجاني.[18]
- تحقيق رسالة التحف في الإرشاد لمذهب السلف للعلامة الإمام الشوكاني.[19]
- تحقيق كتاب القول المجتبى في تحقيق ما يحرم من الربا للعلامة ابن الأمير الصنعاني.[20]
- تحقيق كتاب كشف الشبهات عن المشتبهات للعلامة لإمام الشوكاني.

## مشاركاته العلمية
- له دروس يومية في شتى العلوم الإسلامية (علم الفقه ـ علم الحديث ـ السيرة النبوية ـ العقيدة الإسلامية ـ علم التفسير ـ المعاملات المالية المعاصرة).
- له دورات علمية فصلية في إسماع كتب السنة النبوية المشرفة.
- له مشاركات في المهرجانات والفعاليات والمخيمات والمؤتمرات داخل اليمن.
- له مشاركات في دورات علمية في الهند والسودان وقطر.
- له مشاركات في عدة مؤتمرات إسلامية عقدت في الولايات المتحدة الأمريكية وتركيا وقطر وغيرها.
- له رحلات دعوية إلى كل من الولايات المتحدة الأمريكية والهند وقطر وجيبوتي.

## مهامه العلمية
- أستاذ الحديث وعلومه في جامعة الإيمان فرع تعز.
- عضو هيئة علماء اليمن.
- عضو رابطة علماء المسلمين.
- عضو لجنة الإفتاء في موقع (الفقه الإسلامي).
- مستشار اجتماعي وأسري في موقع (مستشارك الخاص) قطر.[21]
- مستشار العلاقات الأسرية والتربوية في موقع الشبكة الإسلامية قطر.[22]
- عضو اللجنة العلمية في رابطة علماء المسلمين.

## برامجه التلفزيونية
- المشاركة في برنامج (في ظلال الشريعة) قناة سهيل الفضائية.[23]
- المشاركة في برنامج (في ظلال الأحداث) قناة السعيدة.[24]
- المشاركة في برنامج (فقه الحياة) قناة السعيدة.[25]
- المشاركة في برنامج (الدين والحياة) في قناة اليمن.
- المشاركة في برنامج (قضايا إيمانية) قناة دليل.
- تقديم برنامج (فقه الصيام) قناة سبأ.

## برامجه الإذاعية
- يقدم برنامج (فاسألوا أهل الذكر) في إذاعة تعز.
- يقدم برامج وعظية وتوعوية متنوعة في إذاعة تعز تذاع ضمن خارطة الإذاعة الشهرية.
- تنقل خطبة الجمعة من جامع عمر بن عبد العزيز الذي يخطب فيه عبر إذاعة تعز.

## كتاباته الصحفية
يكتب في عدة مجلات وصحف ومواقع إلكترونية

### المجلات
- مجلة الأسرة والتنمية الشهرية.[26]
- مجلة المنتدى الشهرية.
- مجلة الفرقان الشهرية.

### الصحف
- صحيفة الجمهورية (صحيفة يمنية).
- أخبار اليوم.
- الشموع.
- الوحدة.

### المواقع الإلكترونية
- مأرب برس.[27]
- الإسلام اليومالإسلام اليوم.
- إسلام أون لاين.[28]
- المجلس اليمني.[29]
- المسلم.[30]
- ملتقى المذاهب الفقهية.

## وصلات خارجية
http://almaqtari.net